# Bahía Feliz

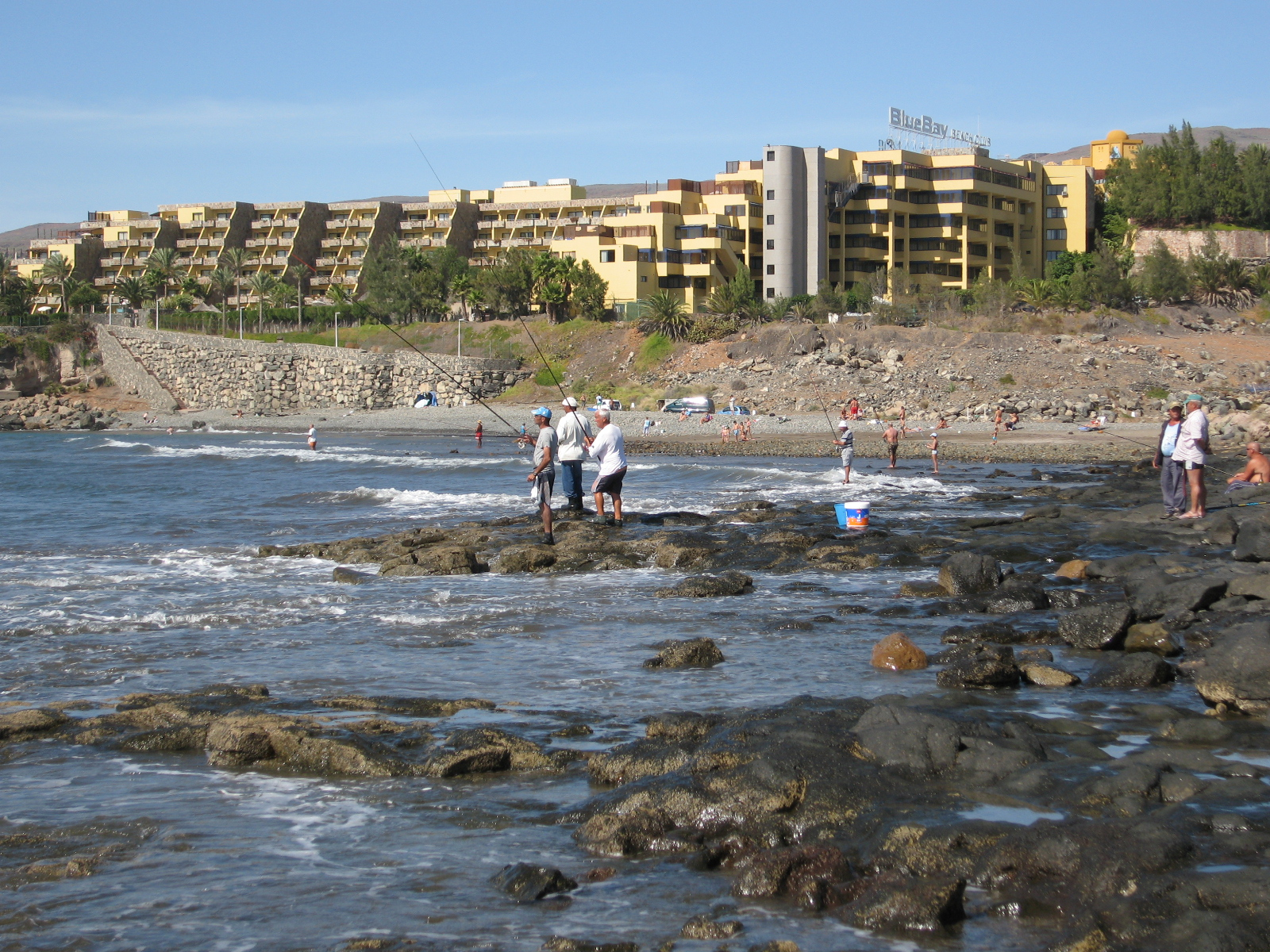
Bahia Feliz, Tarajalillo, San Bartolome de Tirajana, Las Palmas, Grand Canaria (2008)

Bahía Feliz ist ein Teil der Gemeinde San Bartolomé de Tirajana, in der Bucht von Playa de Tarajalillo, im Süden der spanischen Insel Gran Canaria. Im Jahr 2019 betrug die Einwohnerzahl 213.
Die Siedlung liegt direkt am Meer, an einem Naturstrand aus Kieselsteinen und dunklem Vulkansand und verfügt über einen Palmengarten, mehrere Hotels und Apartmentanlagen, ein Einkaufszentrum mit Supermärkten, Boutiquen, Restaurants, Cafés und Pubs sowie verschiedene Sportangebote.
Mit öffentlichen Verkehrsmitteln ist der Ortsteil gut zu erreichen. Der Flughafen von Gran Canaria ist rund 26 Kilometer entfernt. Eine Uferpromenade führt von Bahia Feliz am Meer entlang nach San Agustin.
Im Jahr 1985 fand in Bahia Feliz die Mistral Windsurf-Weltmeisterschaft statt. Im Jahr 1987 wurden Filmsequenzen der Liebeskomödie „Zärtliche Chaoten II“ mit Thomas Gottschalk, Helmut Fischer, Michael Winslow und Deborah Shelton in Bahia Feliz gedreht.